# Mutsu

Mutsu (むつ市 Mutsu-shi?) este un municipiu din Japonia, prefectura Aomori.